# سائیرا رومرو
سائیرا رومرو (اسپانیایی: Zaira Romero‎؛ زادهٔ ۱۹۹۹) بازیگر اهل اسپانیا است. وی از سال ۲۰۱۸ میلادی تاکنون مشغول فعالیت بوده‌است. او به‌خاطر نقش‌آفرینی‌اش در فیلم کارمن و لولا شناخته می‌شود. او در مجموعهٔ تلویزیونی عروس کولی هم بازی کرده است.